# Kajárpéc, Győr-Moson-Sopron
Kajárpéc  este un sat în districtul Győr, județul Győr-Moson-Sopron, Ungaria, având o populație de 1.301 locuitori (2011). 

## Demografie
Componența etnică a satului Kajárpéc
     Maghiari (98,03%)
     Alții (1,97%)
Componența confesională a satului Kajárpéc
     Romano-catolici (44,2%)
     Luterani (32,28%)
     Fără religie (3,15%)
     Reformați (2,54%)
     Necunoscută (17,83%)
     Alte religii (0,31%)
Conform recensământului din 2011, satul Kajárpéc avea 1.301 locuitori. Din punct de vedere etnic, majoritatea locuitorilor (98,03%) erau maghiari. Nu există o religie majoritară, locuitorii fiind romano-catolici (44,2%), luterani (32,28%), persoane fără religie (3,15%) și reformați (2,54%). Pentru 17,83% din locuitori nu este cunoscută apartenența confesională.